# Estádio Carlos Alberto Simão Antônio
Estádio Carlos Alberto Simão Antônio – stadion piłkarski w Rio Branco, Acre, Brazylia. Na którym swoje mecze rozgrywa klub São Francisco Futebol Clube.